# I Got You (I Feel Good) (álbum)
I Got You (I Feel Good) é o décimo terceiro álbum de estúdio do músico americano James Brown, lançado em 1º de janeiro de 1966 pela King Records.

## Faixas
| N.º | Título                              | Duração |  |
| 1.  | "I Got You (I Feel Good)"           | 2:45    |  |
| 2.  | "Lost Someone"                      | 3:30    |  |
| 3.  | "Night Train"                       | 3:42    |  |
| 4.  | "You've Got the Power"              | 2:13    |  |
| 5.  | "Love Don't Love Nobody"            | 2:04    |  |
| 6.  | "Think"                             | 2:47    |  |
| 7.  | "Good Good Lovin'"                  | 2:17    |  |
| 8.  | "I Can't Help It (I Just Do-Do-Do)" | 2:31    |  |
| 9.  | "I've Got Money"                    | 2:30    |  |
| 10. | "Three Hearts In a Tangle"          | 2:44    |  |
| 11. | "Suds" (instrumental)               | 2:19    |  |
| 12. | "Dancin Little Thing"               | 2:04    |  |

## Posições nas paradas
| Parada (1966)             | Pico |
| ------------------------- | ---- |
| US Billboard 200          | 36   |
| US R&B Albums (Billboard) | 2    |